# Mark Ryder
Mark Ryder, né le 7 décembre 1989 à Belfast (Irlande du Nord), est un acteur nord-irlandais.

## Biographie
Mark Ryder a étudié au Methodist College Belfast.
Il  fait ses débuts à l'écran en 2009 dans le film Five Minutes of Heaven. Le film est majoritairement bien accueilli ; sur Rotten Tomatoes, 76 % des 45 critiques professionnels ont donné au film une critique positive, avec une moyenne de 6,6/10. Si Kirk Honeycutt, du Hollywood Reporter, est plus réservé (affirmant par exemple que le film « cumule les truismes sans jamais jeter un nouvel éclairage sur ce vieux conte moral ») il salue néanmoins les scènes mettant en vedette Mark Ryder et Anamaria Marinca, « les seules fois où le film suscite la vie ».
Après un rôle mineur dans le Robin des Bois de Ridley Scott en 2010, il acquiert l'année suivante une certaine notoriété avec le rôle de Cesare Borgia dans la série historique Borgia.

## Filmographie

### Au cinéma
| Année | Titre                      | Rôle                          | Notes                               |
| ----- | -------------------------- | ----------------------------- | ----------------------------------- |
| 2009  | Five Minutes of Heaven     | Alistair Little jeune         | Crédité sous le nom de Mark Davison |
| 2010  | Robin des Bois             | Le fils aîné du Baron Baldwin | Crédité sous le nom de Mark David   |
| 2011  | Albatross                  | Rich                          |                                     |
| 2011  | Libertatia (court-métrage) | Gabriel                       | Crédité sous le nom de Mark David   |
| 2012  | Good Vibrations            | Greg                          |                                     |
| 2019  | Sœurs d'armes              | Al Britani                    |                                     |
| 2020  | The Argument               | Jack                          |                                     |
| 2022  | The Bunker Game            | Harry                         |                                     |

### À la télévision
| Année(s)  | Titre                       | Rôle             | Notes                               |
| --------- | --------------------------- | ---------------- | ----------------------------------- |
| 2009      | Small Island                | Kip              | Crédité sous le nom de Mark Davison |
| 2010      | Coming Up                   | The Leader       | 1 épisode Boy                       |
| 2011-2014 | Borgia                      | Cesare Borgia    |                                     |
| 2019-2022 | City on a Hill              | Le Père Doyle    | Rôle secondaire                     |
| 2024      | New York, police judiciaire | Robbie McDougall | 1 épisode Unintended Consequences   |